# 水稻乡
水稻乡，是中华人民共和国河南省開封市龙亭区下辖的一个乡镇级行政单位。

## 行政区划
水稻乡下辖以下地区：
堤角村、马庄村、杨桥村、小庄村、沙门村、南北堤村、双合铺村、马头村、孙庄村、张湾村、单砦村、陈坟村、回回寨村、花生庄村、于良寨村和落堤村。